# Teatro Universitário da Universidade Federal de Mato Grosso

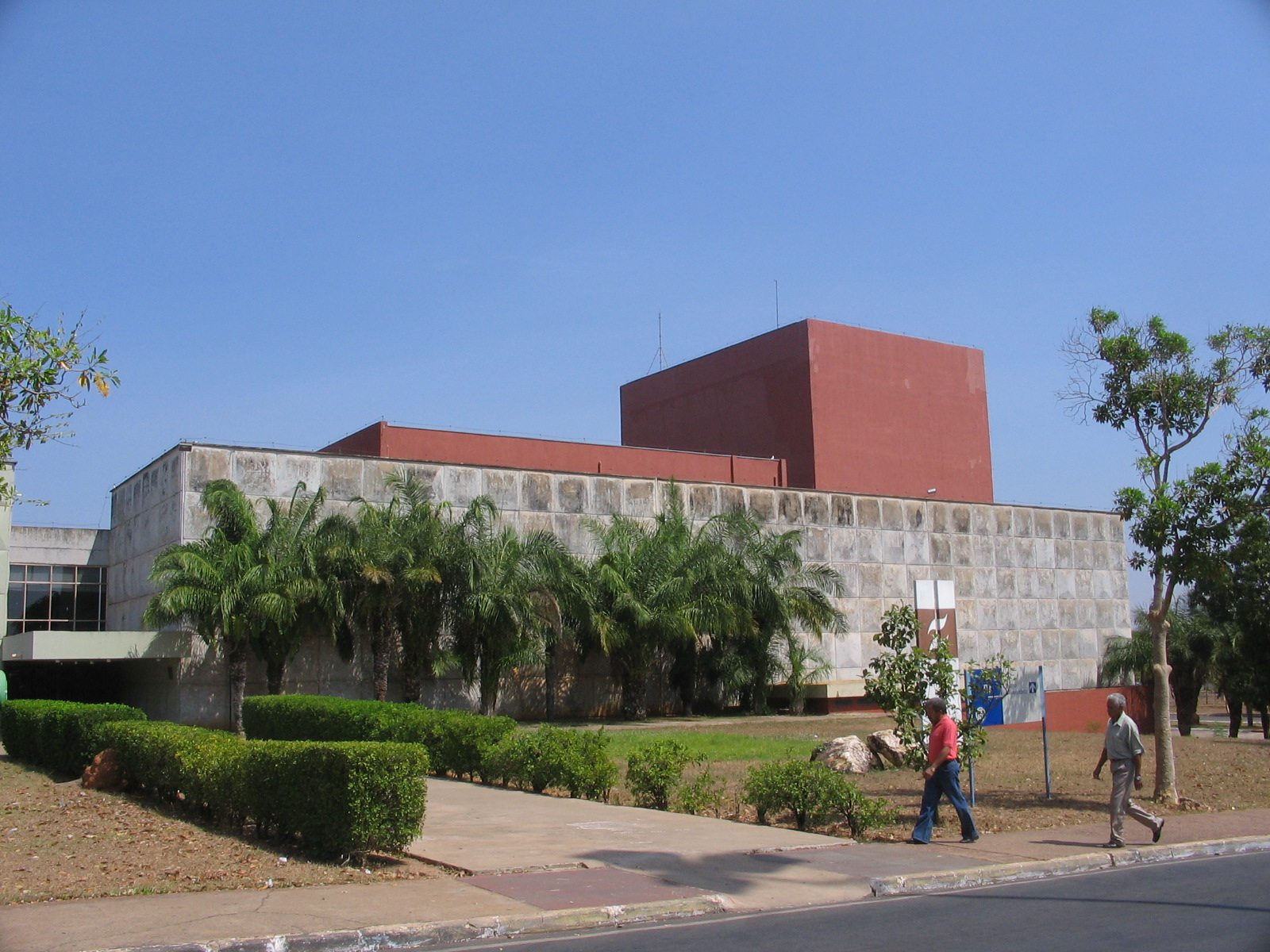
Vista da fachada do Teatro.

O Teatro Universitário da Universidade Federal de Mato Grosso é um teatro de Cuiabá, capital do estado brasileiro de Mato Grosso, pertencente à Universidade Federal de Mato Grosso. Serve a população desde sua fundação, em 22 de janeiro de 1982, acolhendo grupos artísticos e sediando eventos internos da UFMT.
Inaugurado com a montagem da peça Macunaíma, sob direção de Antunes Filho, o Teatro contou com projeto cenotécnico do italiano Aldo Calvo e projeto acústico do polonês Igor Sresnewsky, tornando-se o maior e melhor teatro do estado de Mato Grosso na época de sua inauguração.
Localizado no Campus Universitário Gabriel Novis Nevis, o teatro possui tipologia italiana e capacidade para 516 espectadores. Atualmente, recebe produções tanto de companhias locais como de outros estados. Além de ser o espaço de realização de projetos sociais que atendem a comunidade.

## História
Inaugurado em 22 de janeiro de 1982, é um importante espaço de fomento à produção artística e cultural mato-grossense. Inicialmente o projeto de um teatro para a jovem universidade foi vetado, mas após a adequação do nome feita pelo então reitor, Gabriel Novis Neves, de teatro para auditório, foi aprovado pelo Ministério da Educação(MEC).
Para a inauguração foi escolhida a peça Macunaíma, que contou com direção de Antunes Filho e participação especial da atriz Tônia Carrero.Abrilhantaram também a estreia artística no dia 8 de fevereiro de 1982, o Coral, apresentando Aleluia de Handel, e o Ballet de Câmara de São Paulo. Ao longo do tempo, o Teatro recebeu grandes espetáculos como o projeto Pixinguinha, em 1983/1984 e no seu retorno em 1995, que trouxeram para seu palco Beth Carvalho, Renato Borghetti e Quinteto Violado, entre outros artistas de todo o Brasil. Recebeu também outros grandes nomes do cenário nacional, como Fernanda Montenegro, Regina Duarte, Juca de Oliveira, Ana Botafogo, e os grupos Tanarua, Cisne Negro e Balé Popular de Recife.

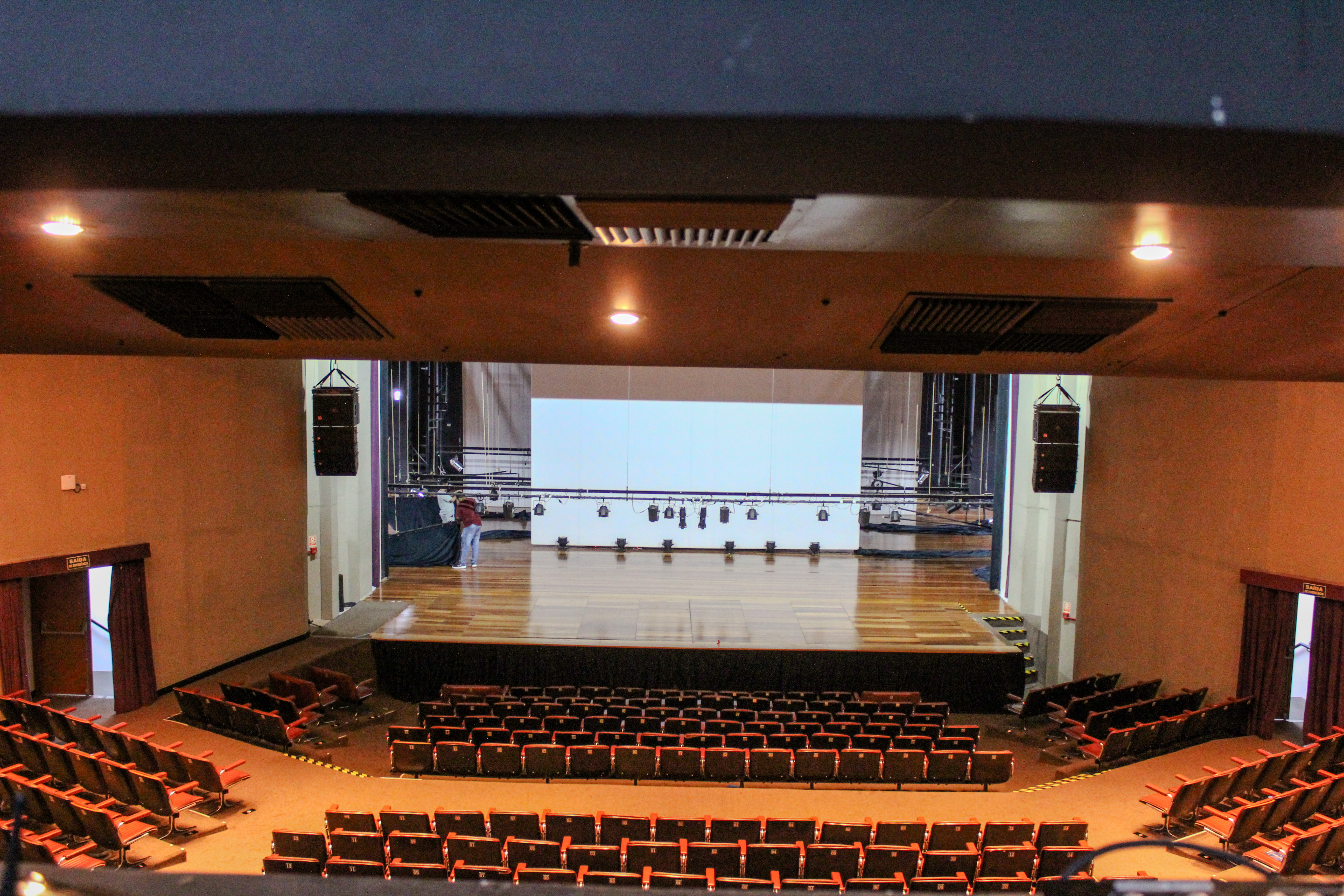
Palco do Teatro Universitário
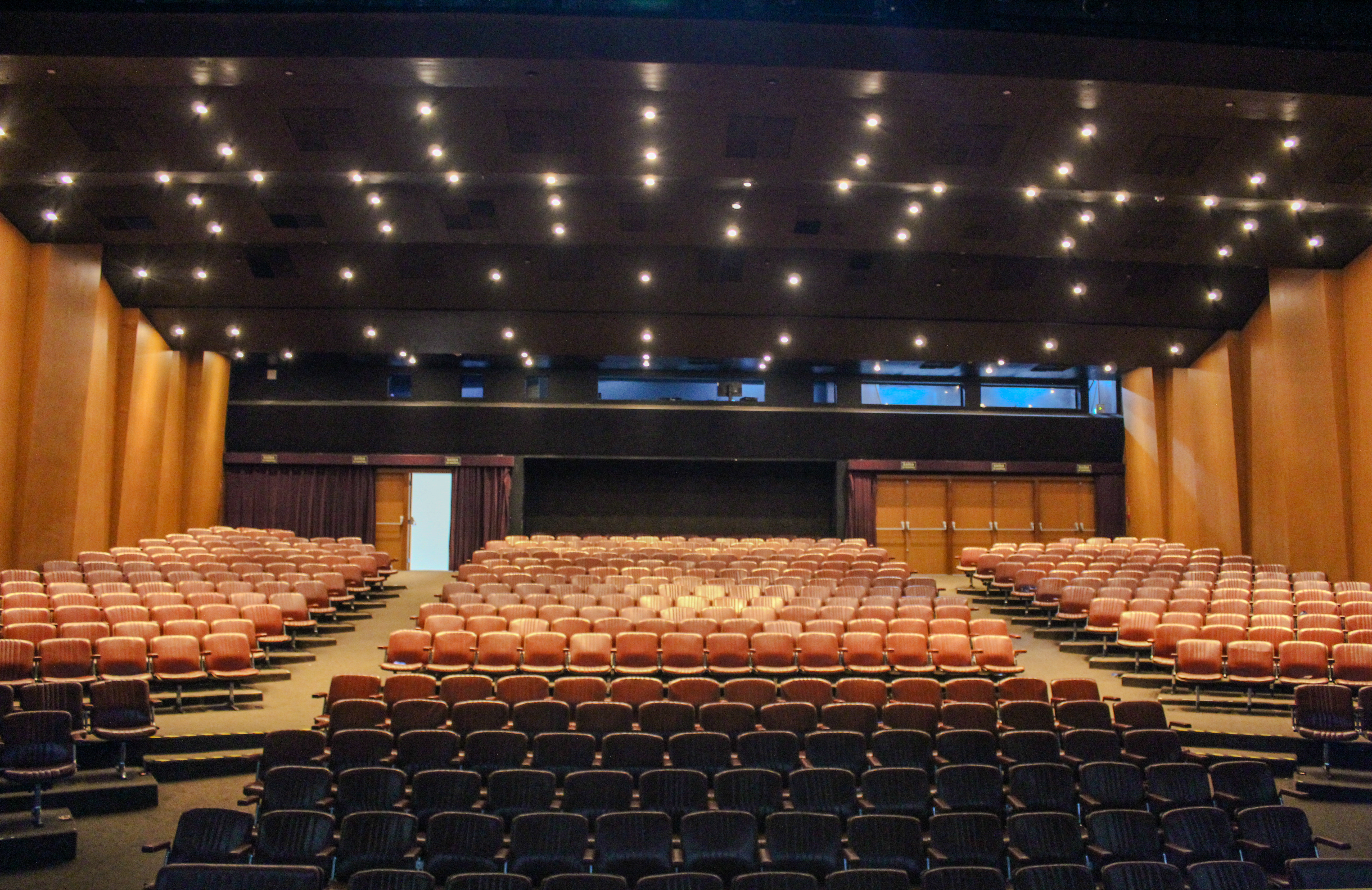
Parte interna do Teatro

## Estrutura
Primeiro do estado com estrutura para receber artistas e plateia, possui 2.735,48 metros de área construída. A acústica, característica muito elogiada do teatro, é um projeto do polonês Igor Sresnewski. Conta com 516 poltronas, com madeira no encosto e suas paredes laterais contêm grandes caixas, com isopor e pneus. A cenotécnica foi idealizada pelo italiano Aldo Calvo. O foyer é decorado com tachos de cobre da região ribeirinha do rio Cuiabá. Na parte externa, representando a máscara da tragédia e da comédia, destaca-se a escultura de Wlademir Dias Pino. O teatro possui palco italiano e quatro camarins, sendo dois coletivos e dois individuais. Além de fosso de orquestra.
Passou por uma grande reforma em 2014, na qual o espaço foi revitalizado sem perder, contudo, a arquitetura original e a qualidade acústica. O piso foi restaurado e o madeiramento do palco, renovado. Além disso, foi construído um espaço para pequenas exposições. As modificações tornaram o teatro mais acessível, com rampas de acesso, banheiros adaptados, poltronas para obesos e elevadores.

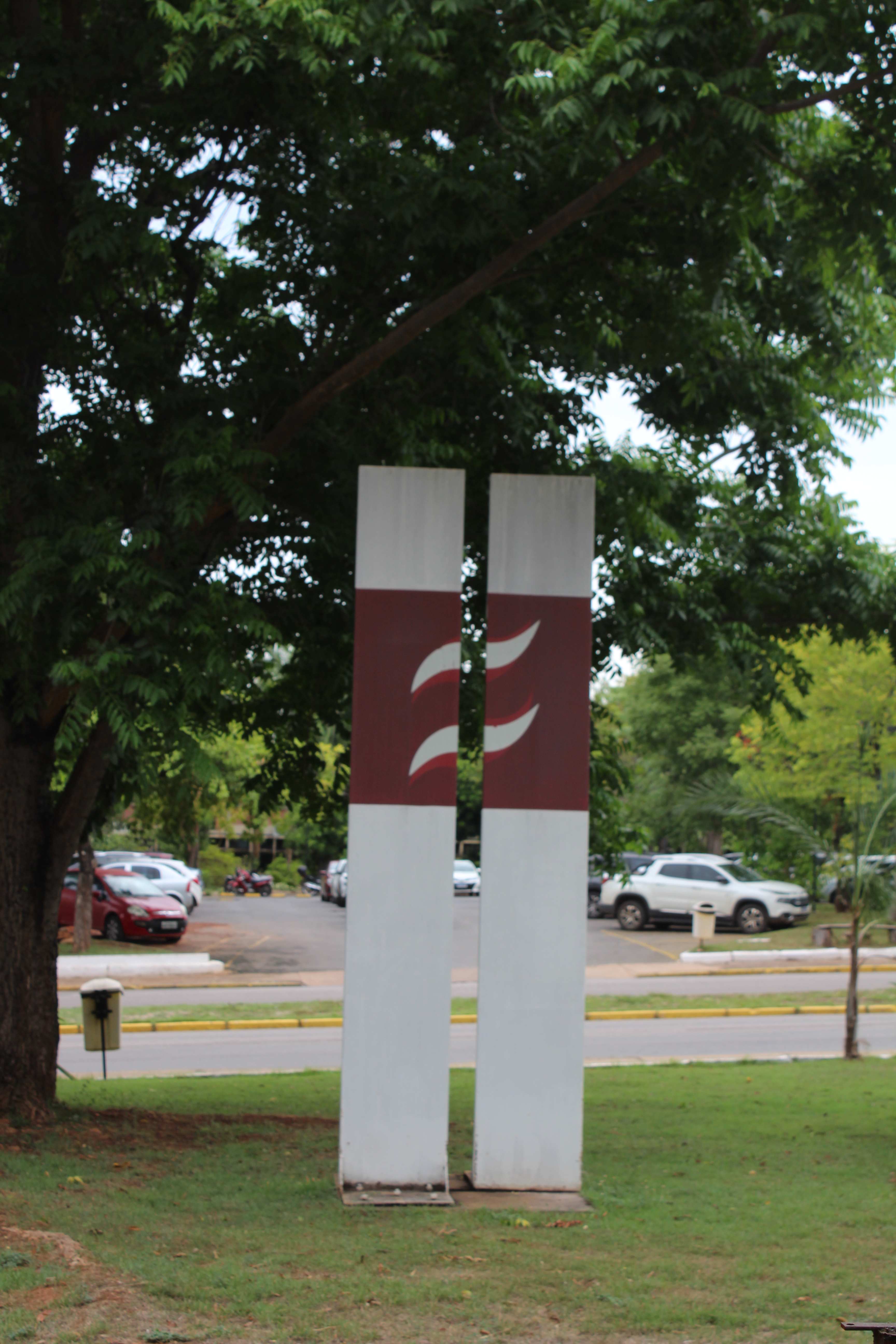
Escultura de Wlademir Dias Pino
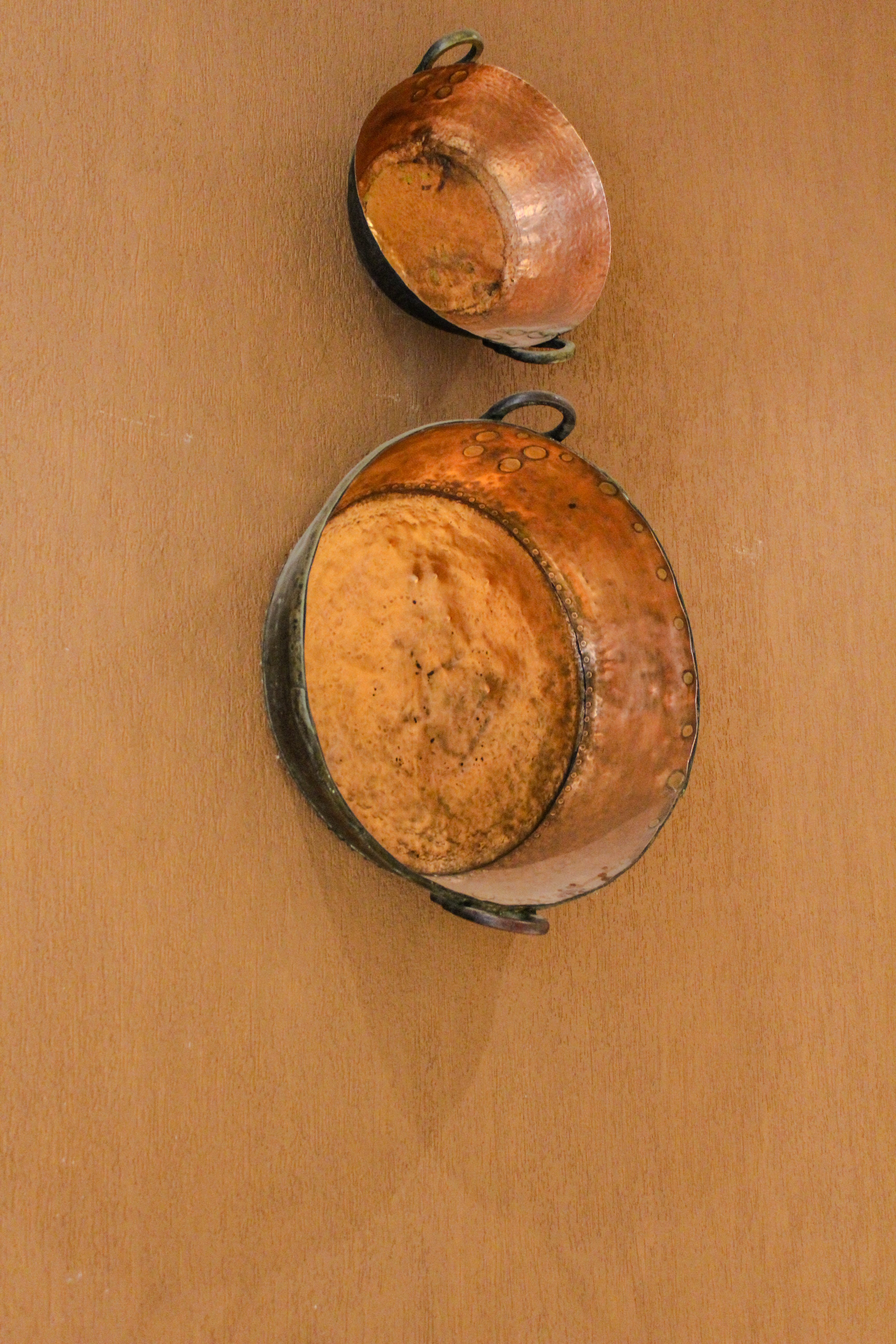
Tachos de cobre da região ribeirinha do Rio Cuiabá
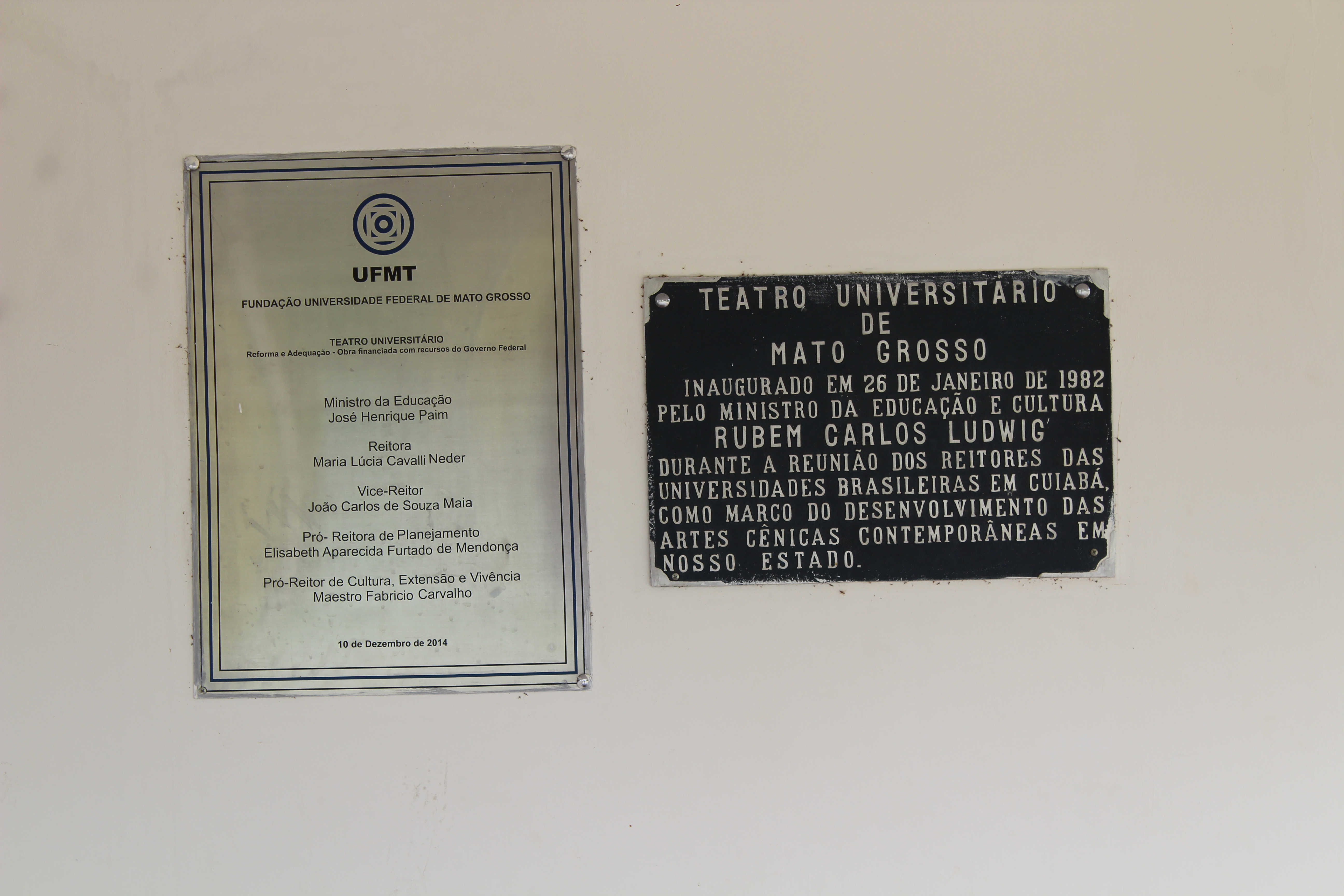
Placas inaugurais